# Tour de Noruega 2021
La 10.ª edición del Tour de Noruega (oficialmente: Tour of Norway) se celebró entre el 19 al 22 de agosto de 2021 con inicio en la ciudad de Egersund y final en la ciudad de Stavanger en Noruega. El recorrido constó de un total de 4 etapas sobre una distancia total de 634,88 km.
La prueba hizo parte del UCI ProSeries 2021 dentro de la categoría 2.Pro y fue ganada por el ciclista británico Ethan Hayter del equipo INEOS Grenadiers. El podio lo completaron los neerlandeses Ide Schelling del equipo Bora-Hansgrohe y Mike Teunissen del equipo Jumbo-Visma.

## Equipos participantes
Tomaron parte en la carrera 19 equipos: 7 de categoría UCI WorldTeam, 3 de categoría UCI_ProTeam y 10 de categoría Continental, formando así un pelotón de 113 ciclistas de los que acabaron 104. Los equipos participantes fueron:
| WorldTeams (7)- Bora-Hansgrohe - Ineos Grenadiers - Jumbo-Visma - Lotto Soudal - Team DSM - Trek-Segafredo - UAE Team Emirates ProTeams (2)- Sport Vlaanderen-Baloise - Uno-X Pro Cycling Team Equipos continentales (10)- À Bloc CT - BHS-PL Beton Bornholm - Black Spoke - ColoQuick - Coop - EvoPro Racing - Global 6 Cycling - Ribble Weldtite Pro Cycling - Riwal - Nippo-Provence-PTS Conti |
| |

## Recorrido
El Tour de Noruega dispuso de cinco etapas para un recorrido total de 634,88 km.
| Etapa     | Fecha     | Recorrido             | type                   | Distancia (km) | Ganador       | Líder        |
| --------- | --------- | --------------------- | ---------------------- | -------------- | ------------- | ------------ |
| 1.ª etapa | 19 de ago | Egersund – Sokndal    | etapa de media montaña | 153,08         | Ethan Hayter  | Ethan Hayter |
| 2.ª etapa | 20 de ago | Sirdal – Fidjeland    | etapa llana            | 164,03         | Ethan Hayter  | Ethan Hayter |
| 3.ª etapa | 21 de ago | Jørpeland – Jørpeland | etapa de media montaña | 147,14         | Mads Pedersen | Ethan Hayter |
| 4.ª etapa | 22 de ago | Stavanger – Stavanger | etapa llana            | 170,63         | Matthew Walls | Ethan Hayter |

## Desarrollo de la carrera

### 1.ª etapa
| Egersund - Sokndal | etapa de media montaña | (153,08 km) |

| \| Clasificación de la etapa \| Clasificación de la etapa \| Clasificación de la etapa \| Clasificación de la etapa \| Clasificación de la etapa \| \| Ciclista \| Ciclista \| Equipo \| Tiempo \| \| \| ------------------------- \| ------------------------- \| --------------------------- \| ------------------------- \| ------------------------- \| \| 1.º \| Ethan Hayter \| Ineos Grenadiers \| 3 h 44 min 30 s \| \| \| 2.º \| Ide Schelling \| Bora-Hansgrohe \| + 1 s \| \| \| 3.º \| Torstein Træen \| Uno-X Pro Cycling Team \| + 11 s \| \| \| 4.º \| Mattias Skjelmose \| Trek-Segafredo \| + 13 s \| \| \| 5.º \| James Shaw \| Ribble Weldtite Pro Cycling \| + 13 s \| \| \| 6.º \| Filippo Ganna \| Ineos Grenadiers \| + 13 s \| \| \| 7.º \| Mike Teunissen \| Jumbo-Visma \| + 13 s \| \| \| 8.º \| Kristian Aasvold \| Team Coop \| + 13 s \| \| \| 9.º \| Markus Hoelgaard \| Uno-X Pro Cycling Team \| + 13 s \| \| \| 10.º \| Lucas Eriksson \| Riwal Cycling Team \| + 13 s \| \| |                   |                             |                 |
| |                   |                             |                 |
| Fuente: ProCyclingStats |                   |                             |                 |
| Clasificación de la etapa |                   |                             |                 |
| Ciclista | Ciclista          | Equipo                      | Tiempo          |
| 1.º | Ethan Hayter      | Ineos Grenadiers            | 3 h 44 min 30 s |
| 2.º | Ide Schelling     | Bora-Hansgrohe              | + 1 s           |
| 3.º | Torstein Træen    | Uno-X Pro Cycling Team      | + 11 s          |
| 4.º | Mattias Skjelmose | Trek-Segafredo              | + 13 s          |
| 5.º | James Shaw        | Ribble Weldtite Pro Cycling | + 13 s          |
| 6.º | Filippo Ganna     | Ineos Grenadiers            | + 13 s          |
| 7.º | Mike Teunissen    | Jumbo-Visma                 | + 13 s          |
| 8.º | Kristian Aasvold  | Team Coop                   | + 13 s          |
| 9.º | Markus Hoelgaard  | Uno-X Pro Cycling Team      | + 13 s          |
| 10.º | Lucas Eriksson    | Riwal Cycling Team          | + 13 s          |

| \| Clasificación general \| Clasificación general \| Clasificación general \| Clasificación general \| Clasificación general \| \| Ciclista \| Ciclista \| Equipo \| Tiempo \| \| \| --------------------- \| --------------------- \| --------------------------- \| --------------------- \| --------------------- \| \| 1.º \| Ethan Hayter \| Ineos Grenadiers \| 3 h 44 min 20 s \| \| \| 2.º \| Ide Schelling \| Bora-Hansgrohe \| + 5 s \| \| \| 3.º \| Torstein Træen \| Uno-X Pro Cycling Team \| + 17 s \| \| \| 4.º \| Mattias Skjelmose \| Trek-Segafredo \| + 23 s \| \| \| 5.º \| James Shaw \| Ribble Weldtite Pro Cycling \| + 23 s \| \| \| 6.º \| Filippo Ganna \| Ineos Grenadiers \| + 23 s \| \| \| 7.º \| Mike Teunissen \| Jumbo-Visma \| + 23 s \| \| \| 8.º \| Kristian Aasvold \| Team Coop \| + 23 s \| \| \| 9.º \| Markus Hoelgaard \| Uno-X Pro Cycling Team \| + 23 s \| \| \| 10.º \| Lucas Eriksson \| Riwal Cycling Team \| + 23 s \| \| |                   |                             |                 |
| |                   |                             |                 |
| Fuente: ProCyclingStats |                   |                             |                 |
| Clasificación general |                   |                             |                 |
| Ciclista | Ciclista          | Equipo                      | Tiempo          |
| 1.º | Ethan Hayter      | Ineos Grenadiers            | 3 h 44 min 20 s |
| 2.º | Ide Schelling     | Bora-Hansgrohe              | + 5 s           |
| 3.º | Torstein Træen    | Uno-X Pro Cycling Team      | + 17 s          |
| 4.º | Mattias Skjelmose | Trek-Segafredo              | + 23 s          |
| 5.º | James Shaw        | Ribble Weldtite Pro Cycling | + 23 s          |
| 6.º | Filippo Ganna     | Ineos Grenadiers            | + 23 s          |
| 7.º | Mike Teunissen    | Jumbo-Visma                 | + 23 s          |
| 8.º | Kristian Aasvold  | Team Coop                   | + 23 s          |
| 9.º | Markus Hoelgaard  | Uno-X Pro Cycling Team      | + 23 s          |
| 10.º | Lucas Eriksson    | Riwal Cycling Team          | + 23 s          |

### 2.ª etapa
| Sirdal - Fidjeland | etapa llana | (164,03 km) |

| \| Clasificación de la etapa \| Clasificación de la etapa \| Clasificación de la etapa \| Clasificación de la etapa \| Clasificación de la etapa \| \| Ciclista \| Ciclista \| Equipo \| Tiempo \| \| \| ------------------------- \| ------------------------- \| --------------------------- \| ------------------------- \| ------------------------- \| \| 1.º \| Ethan Hayter \| Ineos Grenadiers \| 4 h 16 min 32 s \| \| \| 2.º \| Tosh Van der Sande \| Lotto-Soudal \| + 0 s \| \| \| 3.º \| Mike Teunissen \| Jumbo-Visma \| + 0 s \| \| \| 4.º \| Ide Schelling \| Bora-Hansgrohe \| + 0 s \| \| \| 5.º \| Sven Erik Bystrøm \| UAE Team Emirates \| + 0 s \| \| \| 6.º \| Kristian Aasvold \| Team Coop \| + 0 s \| \| \| 7.º \| James Shaw \| Ribble Weldtite Pro Cycling \| + 0 s \| \| \| 8.º \| Markus Hoelgaard \| Uno-X Pro Cycling Team \| + 0 s \| \| \| 9.º \| Lucas Eriksson \| Riwal Cycling Team \| + 0 s \| \| \| 10.º \| Nick van der Lijke \| Riwal Cycling Team \| + 0 s \| \| |                    |                             |                 |
| |                    |                             |                 |
| Fuente: ProCyclingStats |                    |                             |                 |
| Clasificación de la etapa |                    |                             |                 |
| Ciclista | Ciclista           | Equipo                      | Tiempo          |
| 1.º | Ethan Hayter       | Ineos Grenadiers            | 4 h 16 min 32 s |
| 2.º | Tosh Van der Sande | Lotto-Soudal                | + 0 s           |
| 3.º | Mike Teunissen     | Jumbo-Visma                 | + 0 s           |
| 4.º | Ide Schelling      | Bora-Hansgrohe              | + 0 s           |
| 5.º | Sven Erik Bystrøm  | UAE Team Emirates           | + 0 s           |
| 6.º | Kristian Aasvold   | Team Coop                   | + 0 s           |
| 7.º | James Shaw         | Ribble Weldtite Pro Cycling | + 0 s           |
| 8.º | Markus Hoelgaard   | Uno-X Pro Cycling Team      | + 0 s           |
| 9.º | Lucas Eriksson     | Riwal Cycling Team          | + 0 s           |
| 10.º | Nick van der Lijke | Riwal Cycling Team          | + 0 s           |

| \| Clasificación general \| Clasificación general \| Clasificación general \| Clasificación general \| Clasificación general \| \| Ciclista \| Ciclista \| Equipo \| Tiempo \| \| \| --------------------- \| --------------------- \| --------------------------- \| --------------------- \| --------------------- \| \| 1.º \| Ethan Hayter \| Ineos Grenadiers \| 8 h 00 min 42 s \| \| \| 2.º \| Ide Schelling \| Bora-Hansgrohe \| + 15 s \| \| \| 3.º \| Mike Teunissen \| Jumbo-Visma \| + 29 s \| \| \| 4.º \| James Shaw \| Ribble Weldtite Pro Cycling \| + 33 s \| \| \| 5.º \| Kristian Aasvold \| Team Coop \| + 33 s \| \| \| 6.º \| Markus Hoelgaard \| Uno-X Pro Cycling Team \| + 33 s \| \| \| 7.º \| Mattias Skjelmose \| Trek-Segafredo \| + 33 s \| \| \| 8.º \| Lucas Eriksson \| Riwal Cycling Team \| + 33 s \| \| \| 9.º \| Torstein Træen \| Uno-X Pro Cycling Team \| + 35 s \| \| \| 10.º \| Sven Erik Bystrøm \| UAE Team Emirates \| + 41 s \| \| |                   |                             |                 |
| |                   |                             |                 |
| Fuente: ProCyclingStats |                   |                             |                 |
| Clasificación general |                   |                             |                 |
| Ciclista | Ciclista          | Equipo                      | Tiempo          |
| 1.º | Ethan Hayter      | Ineos Grenadiers            | 8 h 00 min 42 s |
| 2.º | Ide Schelling     | Bora-Hansgrohe              | + 15 s          |
| 3.º | Mike Teunissen    | Jumbo-Visma                 | + 29 s          |
| 4.º | James Shaw        | Ribble Weldtite Pro Cycling | + 33 s          |
| 5.º | Kristian Aasvold  | Team Coop                   | + 33 s          |
| 6.º | Markus Hoelgaard  | Uno-X Pro Cycling Team      | + 33 s          |
| 7.º | Mattias Skjelmose | Trek-Segafredo              | + 33 s          |
| 8.º | Lucas Eriksson    | Riwal Cycling Team          | + 33 s          |
| 9.º | Torstein Træen    | Uno-X Pro Cycling Team      | + 35 s          |
| 10.º | Sven Erik Bystrøm | UAE Team Emirates           | + 41 s          |

### 3.ª etapa
| Jørpeland - Jørpeland | etapa de media montaña | (147,14 km) |

| \| Clasificación de la etapa \| Clasificación de la etapa \| Clasificación de la etapa \| Clasificación de la etapa \| Clasificación de la etapa \| \| Ciclista \| Ciclista \| Equipo \| Tiempo \| \| \| ------------------------- \| ------------------------- \| ------------------------- \| ------------------------- \| ------------------------- \| \| 1.º \| Mads Pedersen \| Trek-Segafredo \| 3 h 49 min 02 s \| \| \| 2.º \| Alexander Kristoff \| UAE Team Emirates \| + 0 s \| \| \| 3.º \| Mike Teunissen \| Jumbo-Visma \| + 0 s \| \| \| 4.º \| Markus Hoelgaard \| Uno-X Pro Cycling Team \| + 0 s \| \| \| 5.º \| Ethan Hayter \| Ineos Grenadiers \| + 0 s \| \| \| 6.º \| Kristian Aasvold \| Team Coop \| + 0 s \| \| \| 7.º \| Tosh Van der Sande \| Lotto-Soudal \| + 0 s \| \| \| 8.º \| Nils Politt \| Bora-Hansgrohe \| + 0 s \| \| \| 9.º \| Cedric Beullens \| Sport Vlaanderen-Baloise \| + 0 s \| \| \| 10.º \| Ide Schelling \| Bora-Hansgrohe \| + 0 s \| \| |                    |                          |                 |
| |                    |                          |                 |
| Fuente: ProCyclingStats |                    |                          |                 |
| Clasificación de la etapa |                    |                          |                 |
| Ciclista | Ciclista           | Equipo                   | Tiempo          |
| 1.º | Mads Pedersen      | Trek-Segafredo           | 3 h 49 min 02 s |
| 2.º | Alexander Kristoff | UAE Team Emirates        | + 0 s           |
| 3.º | Mike Teunissen     | Jumbo-Visma              | + 0 s           |
| 4.º | Markus Hoelgaard   | Uno-X Pro Cycling Team   | + 0 s           |
| 5.º | Ethan Hayter       | Ineos Grenadiers         | + 0 s           |
| 6.º | Kristian Aasvold   | Team Coop                | + 0 s           |
| 7.º | Tosh Van der Sande | Lotto-Soudal             | + 0 s           |
| 8.º | Nils Politt        | Bora-Hansgrohe           | + 0 s           |
| 9.º | Cedric Beullens    | Sport Vlaanderen-Baloise | + 0 s           |
| 10.º | Ide Schelling      | Bora-Hansgrohe           | + 0 s           |

| \| Clasificación general \| Clasificación general \| Clasificación general \| Clasificación general \| Clasificación general \| \| Ciclista \| Ciclista \| Equipo \| Tiempo \| \| \| --------------------- \| --------------------- \| --------------------------- \| --------------------- \| --------------------- \| \| 1.º \| Ethan Hayter \| Ineos Grenadiers \| 11 h 49 min 44 s \| \| \| 2.º \| Ide Schelling \| Bora-Hansgrohe \| + 15 s \| \| \| 3.º \| Mike Teunissen \| Jumbo-Visma \| + 25 s \| \| \| 4.º \| Kristian Aasvold \| Team Coop \| + 33 s \| \| \| 5.º \| Markus Hoelgaard \| Uno-X Pro Cycling Team \| + 33 s \| \| \| 6.º \| James Shaw \| Ribble Weldtite Pro Cycling \| + 33 s \| \| \| 7.º \| Lucas Eriksson \| Riwal Cycling Team \| + 33 s \| \| \| 8.º \| Mattias Skjelmose \| Trek-Segafredo \| + 33 s \| \| \| 9.º \| Torstein Træen \| Uno-X Pro Cycling Team \| + 35 s \| \| \| 10.º \| Romain Combaud \| Team DSM \| + 41 s \| \| |                   |                             |                  |
| |                   |                             |                  |
| Fuente: ProCyclingStats |                   |                             |                  |
| Clasificación general |                   |                             |                  |
| Ciclista | Ciclista          | Equipo                      | Tiempo           |
| 1.º | Ethan Hayter      | Ineos Grenadiers            | 11 h 49 min 44 s |
| 2.º | Ide Schelling     | Bora-Hansgrohe              | + 15 s           |
| 3.º | Mike Teunissen    | Jumbo-Visma                 | + 25 s           |
| 4.º | Kristian Aasvold  | Team Coop                   | + 33 s           |
| 5.º | Markus Hoelgaard  | Uno-X Pro Cycling Team      | + 33 s           |
| 6.º | James Shaw        | Ribble Weldtite Pro Cycling | + 33 s           |
| 7.º | Lucas Eriksson    | Riwal Cycling Team          | + 33 s           |
| 8.º | Mattias Skjelmose | Trek-Segafredo              | + 33 s           |
| 9.º | Torstein Træen    | Uno-X Pro Cycling Team      | + 35 s           |
| 10.º | Romain Combaud    | Team DSM                    | + 41 s           |

### 4.ª etapa
| Stavanger - Stavanger | etapa llana | (170,63 km) |

| \| Clasificación de la etapa \| Clasificación de la etapa \| Clasificación de la etapa \| Clasificación de la etapa \| Clasificación de la etapa \| \| Ciclista \| Ciclista \| Equipo \| Tiempo \| \| \| ------------------------- \| ------------------------- \| ------------------------- \| ------------------------- \| ------------------------- \| \| 1.º \| Matthew Walls \| Bora-Hansgrohe \| 3 h 25 min 16 s \| \| \| 2.º \| Mads Pedersen \| Trek-Segafredo \| + 0 s \| \| \| 3.º \| Daniel Hoelgaard \| Uno-X Pro Cycling Team \| + 0 s \| \| \| 4.º \| Mike Teunissen \| Jumbo-Visma \| + 0 s \| \| \| 5.º \| Tosh Van der Sande \| Lotto-Soudal \| + 0 s \| \| \| 6.º \| Alexander Kristoff \| UAE Team Emirates \| + 0 s \| \| \| 7.º \| Nils Lau Nyborg Broge \| BHS-PL Beton Bornholm \| + 0 s \| \| \| 8.º \| Markus Hoelgaard \| Uno-X Pro Cycling Team \| + 0 s \| \| \| 9.º \| Nick van der Lijke \| Riwal Cycling Team \| + 0 s \| \| \| 10.º \| Cedric Beullens \| Sport Vlaanderen-Baloise \| + 0 s \| \| |                       |                          |                 |
| |                       |                          |                 |
| Fuente: ProCyclingStats |                       |                          |                 |
| Clasificación de la etapa |                       |                          |                 |
| Ciclista | Ciclista              | Equipo                   | Tiempo          |
| 1.º | Matthew Walls         | Bora-Hansgrohe           | 3 h 25 min 16 s |
| 2.º | Mads Pedersen         | Trek-Segafredo           | + 0 s           |
| 3.º | Daniel Hoelgaard      | Uno-X Pro Cycling Team   | + 0 s           |
| 4.º | Mike Teunissen        | Jumbo-Visma              | + 0 s           |
| 5.º | Tosh Van der Sande    | Lotto-Soudal             | + 0 s           |
| 6.º | Alexander Kristoff    | UAE Team Emirates        | + 0 s           |
| 7.º | Nils Lau Nyborg Broge | BHS-PL Beton Bornholm    | + 0 s           |
| 8.º | Markus Hoelgaard      | Uno-X Pro Cycling Team   | + 0 s           |
| 9.º | Nick van der Lijke    | Riwal Cycling Team       | + 0 s           |
| 10.º | Cedric Beullens       | Sport Vlaanderen-Baloise | + 0 s           |

## Clasificaciones finales
- Las clasificaciones finalizaron de la siguiente forma:[1]

### Clasificación general
| \| Clasificación general \| Clasificación general \| Clasificación general \| Clasificación general \| Clasificación general \| \| Ciclista \| Ciclista \| Equipo \| Tiempo \| \| \| --------------------- \| --------------------- \| --------------------------- \| --------------------- \| --------------------- \| \| 1.º \| Ethan Hayter \| Ineos Grenadiers \| 15 h 15 min 00 s \| \| \| 2.º \| Ide Schelling \| Bora-Hansgrohe \| + 15 s \| \| \| 3.º \| Mike Teunissen \| Jumbo-Visma \| + 25 s \| \| \| 4.º \| Markus Hoelgaard \| Uno-X Pro Cycling Team \| + 33 s \| \| \| 5.º \| James Shaw \| Ribble Weldtite Pro Cycling \| + 33 s \| \| \| 6.º \| Kristian Aasvold \| Team Coop \| + 33 s \| \| \| 7.º \| Mattias Skjelmose \| Trek-Segafredo \| + 33 s \| \| \| 8.º \| Lucas Eriksson \| Riwal Cycling Team \| + 33 s \| \| \| 9.º \| Torstein Træen \| Uno-X Pro Cycling Team \| + 35 s \| \| \| 10.º \| Sven Erik Bystrøm \| UAE Team Emirates \| + 41 s \| \| |                   |                             |                  |
| |                   |                             |                  |
| Fuente: ProCyclingStats |                   |                             |                  |
| Clasificación general |                   |                             |                  |
| Ciclista | Ciclista          | Equipo                      | Tiempo           |
| 1.º | Ethan Hayter      | Ineos Grenadiers            | 15 h 15 min 00 s |
| 2.º | Ide Schelling     | Bora-Hansgrohe              | + 15 s           |
| 3.º | Mike Teunissen    | Jumbo-Visma                 | + 25 s           |
| 4.º | Markus Hoelgaard  | Uno-X Pro Cycling Team      | + 33 s           |
| 5.º | James Shaw        | Ribble Weldtite Pro Cycling | + 33 s           |
| 6.º | Kristian Aasvold  | Team Coop                   | + 33 s           |
| 7.º | Mattias Skjelmose | Trek-Segafredo              | + 33 s           |
| 8.º | Lucas Eriksson    | Riwal Cycling Team          | + 33 s           |
| 9.º | Torstein Træen    | Uno-X Pro Cycling Team      | + 35 s           |
| 10.º | Sven Erik Bystrøm | UAE Team Emirates           | + 41 s           |

### Clasificación por puntos
| Clasificación por puntos | Clasificación por puntos | Clasificación por puntos | Clasificación por puntos | Clasificación por puntos |
| Ciclista                 | Ciclista                 | Equipo                   | Puntos                   |                          |
| ------------------------ | ------------------------ | ------------------------ | ------------------------ | ------------------------ |
| 1.º                      | Mike Teunissen           | Jumbo-Visma              | 47 pts                   |                          |
| 2.º                      | Ethan Hayter             | Ineos Grenadiers         | 41 pts                   |                          |
| 3.º                      | Markus Hoelgaard         | Uno-X Pro Cycling Team   | 35 pts                   |                          |
| 4.º                      | Tosh Van der Sande       | Lotto-Soudal             | 34 pts                   |                          |
| 5.º                      | Ide Schelling            | Bora-Hansgrohe           | 32 pts                   |                          |

### Clasificación de la montaña
| Clasificación de la montaña | Clasificación de la montaña | Clasificación de la montaña | Clasificación de la montaña | Clasificación de la montaña |
| Ciclista                    | Ciclista                    | Equipo                      | Puntos                      |                             |
| --------------------------- | --------------------------- | --------------------------- | --------------------------- | --------------------------- |
| 1.º                         | Anthon Charmig              | Uno-X Pro Cycling Team      | 22 pts                      |                             |
| 2.º                         | Olav Hjemsæter              | Team Coop                   | 14 pts                      |                             |
| 3.º                         | Nils Lau Nyborg Broge       | BHS-PL Beton Bornholm       | 12 pts                      |                             |
| 4.º                         | Mads Rahbek                 | BHS-PL Beton Bornholm       | 9 pts                       |                             |
| 5.º                         | Emil Schandorff Iwersen     | BHS-PL Beton Bornholm       | 8 pts                       |                             |

### Clasificación de los jóvenes
| Clasificación del mejor joven | Clasificación del mejor joven | Clasificación del mejor joven | Clasificación del mejor joven | Clasificación del mejor joven |
| Ciclista                      | Ciclista                      | Equipo                        | Tiempo                        |                               |
| ----------------------------- | ----------------------------- | ----------------------------- | ----------------------------- | ----------------------------- |
| 1.º                           | Mattias Skjelmose             | Trek-Segafredo                | 15 h 15 min 33 s              |                               |
| 2.º                           | Mark Donovan                  | Team DSM                      | + 20 s                        |                               |
| 3.º                           | Josh Kench                    | Black Spoke Pro Cycling       | + 47 s                        |                               |
| 4.º                           | Meindert Weulink              | À Bloc CT                     | + 49 s                        |                               |
| 5.º                           | Andreas Leknessund            | Team DSM                      | + 1 min 10 s                  |                               |

### Clasificación por equipos
| Clasificación por equipos | Clasificación por equipos | Clasificación por equipos | Clasificación por equipos |
| Equipo                    | Equipo                    | Tiempo                    |                           |
| ------------------------- | ------------------------- | ------------------------- | ------------------------- |
| 1.º                       | Uno-X Pro Cycling Team    | 45 h 46 min 58 s          |                           |
| 2.º                       | Riwal Cycling Team        | + 16 s                    |                           |
| 3.º                       | Team DSM                  | + 39 s                    |                           |
| 4.º                       | Ineos Grenadiers          | + 2 min 29 s              |                           |
| 5.º                       | Sport Vlaanderen-Baloise  | + 3 min 28 s              |                           |

## Evolución de las clasificaciones
| Etapa                   | Vencedor                | Clasificación general | Clasificación por puntos | Clasificación de la montaña | Clasificación de los jóvenes | Clasificación por equipos |
| ----------------------- | ----------------------- | --------------------- | ------------------------ | --------------------------- | ---------------------------- | ------------------------- |
| 1.ª                     | Ethan Hayter            | Ethan Hayter          | Ethan Hayter             | Ethan Hayter                | Mattias Skjelmose Jensen     | INEOS Grenadiers          |
| 2.ª                     | Ethan Hayter            | Ethan Hayter          | Ethan Hayter             | Anthon Charmig              | Mattias Skjelmose Jensen     | Uno-X                     |
| 3.ª                     | Mads Pedersen           | Ethan Hayter          | Ethan Hayter             | Anthon Charmig              | Mattias Skjelmose Jensen     | Uno-X                     |
| 4.ª                     | Matthew Walls           | Ethan Hayter          | Mike Teunissen           | Anthon Charmig              | Mattias Skjelmose Jensen     | Uno-X                     |
| Clasificaciones finales | Clasificaciones finales | Ethan Hayter          | Mike Teunissen           | Anthon Charmig              | Mattias Skjelmose Jensen     | Uno-X                     |

## UCI World Ranking
El Tour de Noruega otorgó puntos para el UCI World Ranking para corredores de los equipos en las categorías UCI WorldTeam, UCI ProTeam y Continental. Las siguientes tablas son el baremo de puntuación y los 10 corredores que obtuvieron más puntos:
| Posición              | 1.º | 2.º | 3.º | 4.º | 5.º | 6.º | 7.º | 8.º | 9.º | 10.º | 11.º | 12.º | 13.º | 14.º | 15.º | 16.º-30.º | 31.º-40.º |
| Clasificación general | 200 | 150 | 125 | 100 | 85  | 70  | 60  | 50  | 40  | 35   | 30   | 25   | 20   | 15   | 10   | 5         | 3         |
| Por etapa             | 20  | 10  | 5   |     |     |     |     |     |     |      |      |      |      |      |      |           |           |
| Líder                 | 5   |     |     |     |     |     |     |     |     |      |      |      |      |      |      |           |           |

| Clasificación |                          |                  |         |       |       |       |
| Posición      | Ciclista                 | Equipo           | General | Etapa | Líder | Total |
| ------------- | ------------------------ | ---------------- | ------- | ----- | ----- | ----- |
| 1.º           | Ethan Hayter             | INEOS Grenadiers | 200     | 40    | 15    | 255   |
| 2.º           | Ide Schelling            | Bora-Hansgrohe   | 150     | 10    | -     | 160   |
| 3.º           | Mike Teunissen           | Jumbo-Visma      | 125     | 10    | -     | 135   |
| 4.º           | Markus Hoelgaard         | Uno-X            | 100     | -     | -     | 100   |
| 5.º           | James Shaw               | Ribble Weldtite  | 85      | -     | -     | 85    |
| 6.º           | Kristian Aasvold         | Coop             | 70      | -     | -     | 70    |
| 7.º           | Mattias Skjelmose Jensen | Trek-Segafredo   | 60      | -     | -     | 60    |
| 8.º           | Lucas Eriksson           | Riwal            | 50      | -     | -     | 50    |
| 9.º           | Torstein Træen           | Uno-X            | 40      | 5     | -     | 45    |
| 10.º          | Sven Erik Bystrøm        | UAE Emirates     | 35      | -     | -     | 35    |